# Amtshaus Osterholz
Das ehemalige Amtshaus Osterholz im Südosten des ehemaligen Klosterbezirks in der niedersächsischen Stadt Osterholz-Scharmbeck, Klosterplatz 2, stammt aus der Mitte des 18. Jahrhunderts. Aktuell (2025) wird es als Schule am Klosterplatz genutzt.
Das Gebäude steht unter Denkmalschutz (siehe auch Liste der Baudenkmale in Osterholz-Scharmbeck).

## Geschichte und Beschreibung
Das Kloster Osterholz bestand von 1184 bis 1650. Umzu wuchs der Flecken Osterholz. Das Amt Osterholz wurde 1719 durch das Kurfürstentum Braunschweig-Lüneburg, später Königreich Hannover begründet, für das 1735 dieser Verwaltungssitz gebaut wurde. 1867 entstand daraus der preußische Kreis Osterholz und 1885 zusammen mit den Ämtern Osterholz und Lilienthal der Landkreis Osterholz.
Das zweigeschossige traufständige neunachsige verklinkerte Gebäude auf hohem verputztem Sockel mit ziegelgedecktem Walmdach wurde 1735 als Amtshaus Osterholz gebaut. Es war Amtssitz des Amtmannes (damals Amtmann von Schwanewede).
Das Gebäude wird in der Chronik der Stadt als früherer Wohnsitz der Äbtissin bezeichnet. Das wird angesichts des Baustils und der Größe des Gebäudes bezweifelt. Eine Schule für geistig behinderte Kinder wurde 1970 hier eingerichtet.
Der Gewölbekeller ist erhalten. Das Amtshaus gehört zu der denkmalgeschützten Gruppe baulicher Anlagen „Marienkloster Osterholz und Amtsbezirk“.